# Pomnik Akcji Bollwerk w Poznaniu
Pomnik Akcji Bollwerk – pomnik upamiętniający jeden z ważniejszych aktów walki z Niemcami w czasie II wojny światowej na terenie Kraju Warty – Akcję Bollwerk (niem. Bastion), zlokalizowany w Poznaniu przy ul. Estkowskiego, na terenie dawnego portu rzecznego nad Wartą, w pobliżu ul. Szyperskiej (Garbary).
Pomnik składa się z sześciu bloków (kłód) granitowych, ułożonych poziomo, jeden na drugim, na niewysokim cokole. Od frontu przymocowana jest doń brązowa tablica pamiątkowa w kształcie płomienia z orłem i symbolem Polski Walczącej. Monument upamiętnia bohaterów, którzy 21 lutego 1942 spalili niemieckie magazyny prowiantu i umundurowania na terenie portu. Odpowiadał za to 12-osobowy oddział AK i pięciu mieszkańców Chwaliszewa. Większość z nich zginęła później, zamordowana przez Gestapo.
Napis głosi: Na rozkaz gen. Władysława Sikorskiego, w dniu 21 lutego 1942 oddział dywersji bojowej Związku Odwetu „Kuba”, w brawurowej Akcji „Bollwerk”, dokonał spalenia obiektów magazynów portu rzecznego, zadając okupantowi dotkliwe straty. W odwecie za tę akcję hitlerowcy stracili w Poznaniu i w Warszawie szereg Poznaniaków, żołnierzy Armii Krajowej. Wśród nich zginęli: por. Czesław Surma, por. Lech Nowacki, chor. Stanisław Kwaśniewski, st. sierż. Michał Garczyk „Kuba”, plut. Władysław Laube, plut. Antoni Piechowiak, plut. Tomasz Prymelski, plut. Edmund Jankowiak, kpr. Józef Przybylski, kpr. Tomasz Maćkowiak, kpr. Michał Śmigielski, kpr. Czesław Ławicki, kpr. Marian Anioła, szer. Edward Silski, szer. Stanisław Sztukowski, szer. Stanisław Piotrowski, szer. Stanisław Kaliszan, szer. Leonard Kolanek, szer. Mieczysław Jankowiak, Antoni Gąsiorowski „Ślepy Antek”, Władysław Gąsiorowski. Cześć ich pamięci. Społeczeństwo Miasta Poznania.
Pomnik odsłonięto 21 lutego 1982, a realizacja zamierzenia nastąpiła ze składek mieszkańców Poznania. Projektantami byli M.Banasiewicz i J.Nowakowski.